# Mys Circumcision

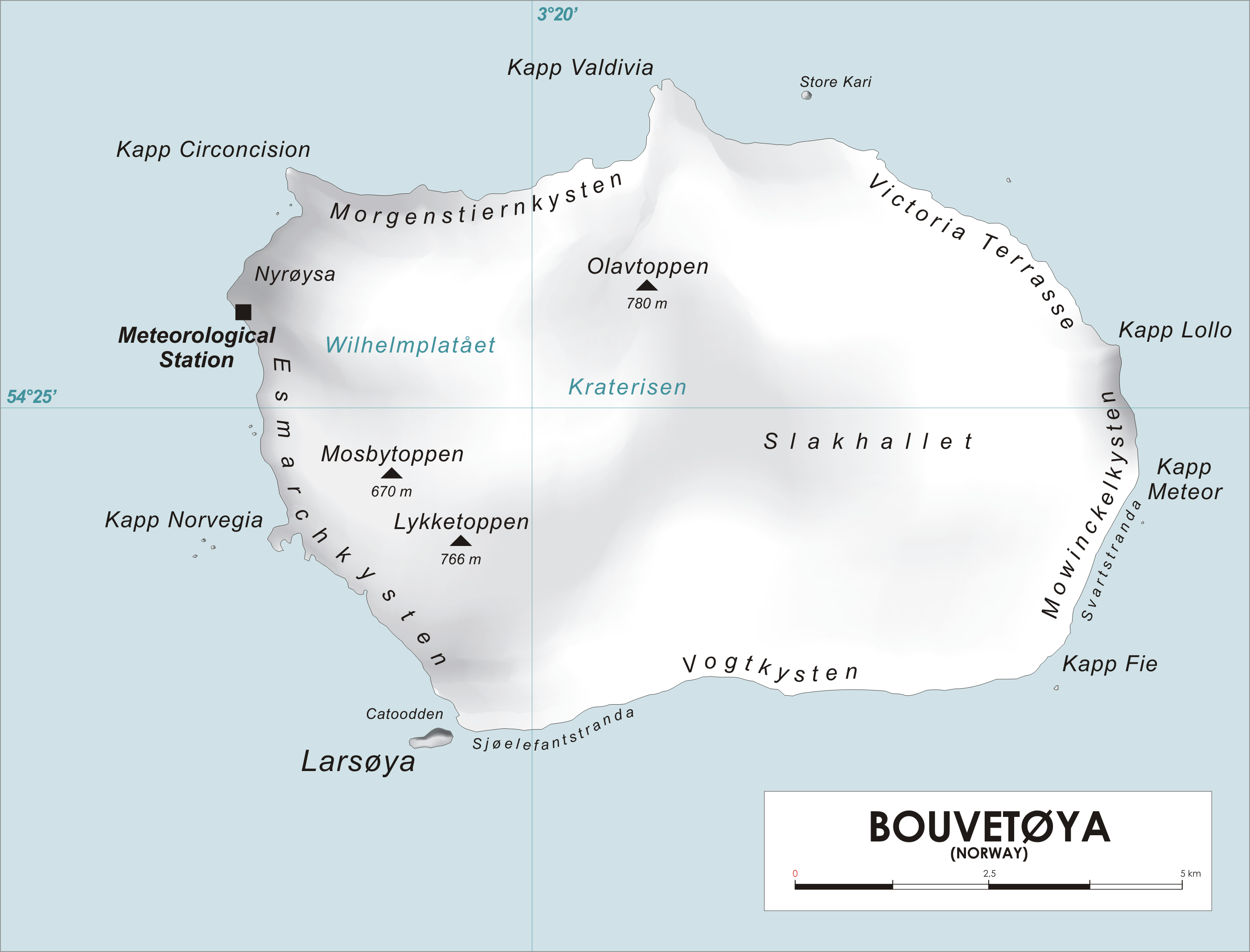
Bouvetův ostrov s mysem Circumcision

Mys Circumcision (též Circoncision), česky mys Obřízky, je severozápadní výběžek Bouvetova ostrova. Objevil jej v lednu roku 1739 francouzský mořeplavec Jean-Baptiste Bouvet a pojmenoval podle tou dobou slaveného svátku Obřezání Páně. Bouvet pro špatné počasí nemohl prozkoumat širší okolí mysu, a proto nezjistil, zdali náleží pevnině či pouhému ostrovu. Navíc se dopustil chyby při zápisu souřadnic mysu a označil jej mylně o 8 stupňů východněji, než byla jeho skutečná poloha.
Mys Circumcision se stal jedním z hlavních cílů britského mořeplavce Jamese Cooka během jeho druhé průzkumné plavby roku 1772, kdy měl za úkol nalézt předpokládanou Jižní zemi. Cook chtěl ověřit teorii, že mys Circumcision je výběžkem jižního světadílu. Vzhledem k tomu, že na chybně udané poloze Cook žádný mys nenašel, ani žádnou jinou pevninu v okolí, došel k přesvědčení, že Bouvet spatřil pouze plovoucí ledovec. Později se ukázalo, že mys je pouze okrajem malého a celkem bezvýznamného ostrůvku.